# Viviane Blassel
 (mai 2020).
Si vous disposez d'ouvrages ou d'articles de référence ou si vous connaissez des sites web de qualité traitant du thème abordé ici, merci de compléter l'article en donnant les références utiles à sa vérifiabilité et en les liant à la section « Notes et références ».
Viviane Blassel est une journaliste une animatrice de radio de télévision et autrice française née le 21 mars 1943 à Marseille (Bouches-du-Rhône).

## Biographie
Après une licence de lettres, Viviane Blassel suit les cours de théâtre de Tania Balachova où elle rencontre notamment Pierre Arditi. Elle accompagne ce dernier qui échoue à des essais à Europe 1 mais elle est engagée par la station en 1966 sous son seul prénom. Elle débute au cours de l'été aux côtés de Jean-Bernard Hebey et présente sa première émission seule intitulée Qui suis-je ? en 1968 le dimanche soir. Elle s'intéresse également à la vie des entreprises dans Qu'est-ce-que vous fabriquez ?.
Dans les années 1970 et 1980, elle intègre l'équipe des meneuses de jeu d'Europe 1 comme Anne Perez, Maryse Gildas, Julie, Françoise Rivière ou Brigitte Morisan.
Sa carrière va être marquée par plusieurs émissions : Vous avez du feu ? (1980-1981) sur une idée de Daniel Patte de minuit à 1 h, Radio libre à … (1981) sur une idée d'Ivan Levaï de 20h à 22h30, ou Allô, c'est à vous (1984-1987) avec Christian Morin qui, d'une séquence d'une heure, devient une émission à part entière.
À l'arrivée de Jean-Pierre Elkabbach en qualité de directeur des programmes, elle quitte Europe 1 en 1987 refusant de rester uniquement meneuse de jeu.
Après un passage au Parisien où elle tient une rubrique décoration reprise dans la session d'information matinale de TF1 Bonjour la France avec Jean-Claude Narcy (1987), elle intègre la rédaction : elle tient une revue de presse chaque matin à 7 h 20 dans Une première animée par Robert Namias (de 1988 à 1990) et dresse des portraits d'hommes politiques publiés dans Thé ou café, monsieur le Ministre ?.
Au début de 1990, elle devient journaliste chargée de la mode dans les journaux télévisés, puis devient grand reporter et s'occupe également des expositions, du théâtre et du cinéma ainsi que certains événements d'actualité. Elle collabore aux chaînes du groupe TF1 : LCI et Odyssée.
Durant l'été 2004, elle anime une chronique intitulée Un artisan, un métier sur France Info.
Viviane Blassel est chevalier de l'ordre national du Mérite et officier de l'ordre des Arts et des Lettres.

## Filmographie

### Cinéma
- 1965 : Pierrot le Fou de Jean-Luc Godard : l'employée du magasin de parfumerie
- 1973 : Vivre ensemble de Anna Karina : Vera
- 1981 : Signé Furax de Marc Simenon
- 1983 : Garçon ! de Claude Sautet : une cliente de la brasserie
- 1984 : Le Bon Plaisir de Francis Girod : l'animatrice radio
- 1985 : Les Nanas d'Annick Lanoë
- 1987 : Maladie d'amour de Jacques Deray
- 1989 : Pentimento de Tonie Marshall
- 1990 : Faux et usage de faux de Laurent Heynemann : la femme de Daniel
- 2001 : Absolument fabuleux de Gabriel Aghion : un mannequin du défilé

### Télévision
- 1986 : Qui c'est ce garçon ? de Nadine Trintignant

## Théâtre
- 1966 : Se trouver de Luigi Pirandello, mise en scène Claude Régy, théâtre Antoine
- 1972 : La Bonne Adresse de Marc Camoletti, mise en scène Christian-Gérard, théâtre Michel

## Radio

### Europe 1
*1969 : émission nocturne (indicatif "Dialogue sous la douche" interprété par Poupougne et Chloé).
- 1981 : Samedi et dimanche 6h-9h avec André Dumas
- 1982-1983 Radio libre d'Yvan Levai avec François Jouffa (20h - 22h30)
- 1982-1983 Radio libre au cinéma avec Jean-Claude Brialy (lundi 20h- 22h30)
- 1983-1984 Cinéma n°1 avec Jean-Claude Brialy (dimanche 21h - 22h30)
- 1984-1987 : chroniques dans Allô, c'est à vous avec Christian Morin (14h - 16h30)
- 1987 : Allô, c'est à vous (14h - 15h)

## Publications
- Allô, c'est à vous , Presses de la cité, Paris, 1986
- Thé ou café, monsieur le Ministre ? Balland, Paris, 1990  (ISBN 2-7158-0781-3)
- Passé(e) de mode ? Flammarion, Paris, 2007